# Secret Garden
Secret Garden er en norsk-irsk musikgruppe der specialiserer sig i klassisk musik, ofte blandet med folkemusik, især irsk. Duoen består af den irske violinist og sanger Fionnuala Sherry og den noske komponist, arrangør og pianist Rolf Løvland.
Gruppen blev berømte, da de vandt 1995 Eurovision Song Contest, hvor de repræsenterede Norge, med kompositionen "Nocturne". Sejren var unik da sangen nærmest var instrumental, hvilket var særligt for en Grand Prix vinder. Derudover var sejren også med til at bryde Irlands ubesejrede sejrsrække siden 1992, men nogen mener at dette blot var endnu en irsk sejr, i det at violinisten var irsk, og at musikstilen var irsk folkemusik. På verdensplan har Secret Garden solgt over 3 millioner plader.
Gruppens mest berømte sang, "You Raise Me Up", blev oprindeligt fremført af Johnny Logan og Brian Kennedy, men den er siden blev indspillet i over 100 coverversioner, heriblandt af Josh Groban, Russell Watson, Westlife, Sissel Kyrkjebø, Becky Taylor, Celtic Woman, Lena Park, Robert Tremlett, Il Divo, Rhydian og Sergio Dalma.
Deres nummer "Adagio", med en solo på engelskhorn, blev brugt i Wong Kar-wai-filmen 2046, der udkom i 2004.

## Diskografi

### Studiealbums
| År   | Album                      | Højeste hitlisteplacering | Højeste hitlisteplacering | Højeste hitlisteplacering |
| År   | Album                      | NOR                       | AUS                       | US New Age                |
| ---- | -------------------------- | ------------------------- | ------------------------- | ------------------------- |
| 1996 | Songs from a Secret Garden | 1                         | 64                        | 5                         |
| 1997 | White Stones               | 6                         | —                         | 7                         |
| 1999 | Dawn of a New Century      | 10                        | —                         | 4                         |
| 2002 | Once in a Red Moon         | 2                         | 74                        | 2                         |
| 2005 | Earthsongs                 | 9                         | 51                        | 1                         |
| 2007 | Inside I'm Singing         | 1                         | 92                        |                           |
| 2011 | Winter Poem                | 5                         | —                         | 5                         |
| 2013 | Just the Two of Us         | 6                         | —                         | 7                         |
| 2019 | Storyteller                | 6                         | —                         | 7                         |
| 2020 | Sacred Night               | —                         | —                         | —                         |

### Livealbums
| År   | Album          | Højeste placering | Certificering |
| År   | Album          | NOR               | Certificering |
| ---- | -------------- | ----------------- | ------------- |
| 2016 | Live at Kilden | 18                |               |

### Opsamlingsalbum
| År        | Album                                                                                    | Højeste placering | Certificering |
| År        | Album                                                                                    | NOR               | Certificering |
| --------- | ---------------------------------------------------------------------------------------- | ----------------- | ------------- |
| 1998      | Fairytales                                                                               | 18                |               |
| 1999      | Highlights                                                                               | 30                |               |
| 2000/2004 | Dreamcatcher: Best of Secret Garden - UK version (2000) - Australian tour edition (2004) | —                 |               |
| 2004      | The Ultimate Secret Garden (Asia)                                                        | —                 |               |
| 2018      | You Raise Me up – The Collection                                                         |                   |               |